# Henning Müller-Buscher
Henning Müller-Buscher (* 8. Dezember 1944 in Leipzig) ist ein deutscher Musikverleger.

## Leben
Henning Müller-Buscher studierte Betriebswirtschaftslehre, Musikwissenschaft und Geographie in Frankfurt, Würzburg und Regensburg. Er gründete nach seiner Promotion über Georg Böhm 1977 den Laaber-Verlag in Laaber bei Regensburg und übernahm 1980 den Arno-Volk-Verlag. Er kaufte Anfang der 1990er Jahre den Verlag Frits Knuf, dessen Buch-Programm er in den Folgejahren ausbaute. Er leitete den Verlag bis 2016.
In Müller-Buschers Verlag sind zahllose Publikationen u. a. von Carl Dahlhaus erschienen, darunter wichtige Lexika, Studien zu den musikalischen Gattungen und Biographien, Faksimiles und Reprints wesentlicher Quellen zur Musikgeschichte. Deutlicher Schwerpunkt sind die großen Handbuchreihen zur Musikgeschichte.
Zu Müller-Buschers Firmengründungen gehört auch der Kronos-Buchversand sowie der Figaro-Verlag GmbH.
Seine Lebensleistung wurde mit einer Festschrift Bachs Welt. Sein Leben, sein Schaffen, seine Zeit geehrt.

## Werke (Auswahl)
- Studien zu den Choralbearbeitungen Georg Böhms (1661-1733), Dissertation Universität Regensburg 1972.